# Pierre Fournier (dessinateur)
Pour les articles homonymes, voir Pierre Fournier et Fournier.
Pierre Fournier (né à Montréal le 8 décembre 1949 et mort le 11 novembre 2022), est un scénariste et dessinateur québécois de bande dessinée (bd).
Il est l'un des principaux et plus importants artisans du succès du magazine Croc des années 1970 et 1980. Il est également le créateur du personnage Capitaine Kébec et, en compagnie de Réal Godbout, de la série Michel Risque et du mythique personnage de Red Ketchup.

## Biographie
Dans les années 1970, Pierre Fournier fonde, avec Jacques Hurtubise, Gilles Desjardins et Jean Villecourt, Les éditions de l’Hydrocéphale entêté qui regroupent les équipes des revues L’Hydrocéphale Illustré, Kébec Poudigne et Ma®de in Kébec. Celles-ci publient en septembre 1973, les Aventures du Capitaine Kébec de Pierre Fournier. Le Capitaine Kébec devient « l’icône symbolique de toute la BDK de cette époque »,. Le célèbre auteur belge André Franquin fait un clin d’œil au personnage dans une de ses bandes dessinées de Gaston Lagaffe.
La même année, Les éditions de l’Hydrocéphale entêté organisent, avec le soutien de l'Université de Montréal, une mini-convention de la BD nommée Le Show de la Bande Dessinée Québécoise. C'est le premier événement du genre au Québec. Pierre Fournier y est co-organisateur, conférencier et exposant. L'exposition, après une tournée de Cégeps et une visite au Cosmicon de Toronto, est retravaillée par Pierre Fournier et André Carpentier pour être présentée la galerie Média Gravure et Multiples. Elle connait une nouvelle vie en 1976 au Musée d'Art Contemporain de Montréal dans une version remaniée par André Carpentier, Serge Jongué et Jacques Samson. Celle-ci est présentée la même année au festival d'Angoulême.  

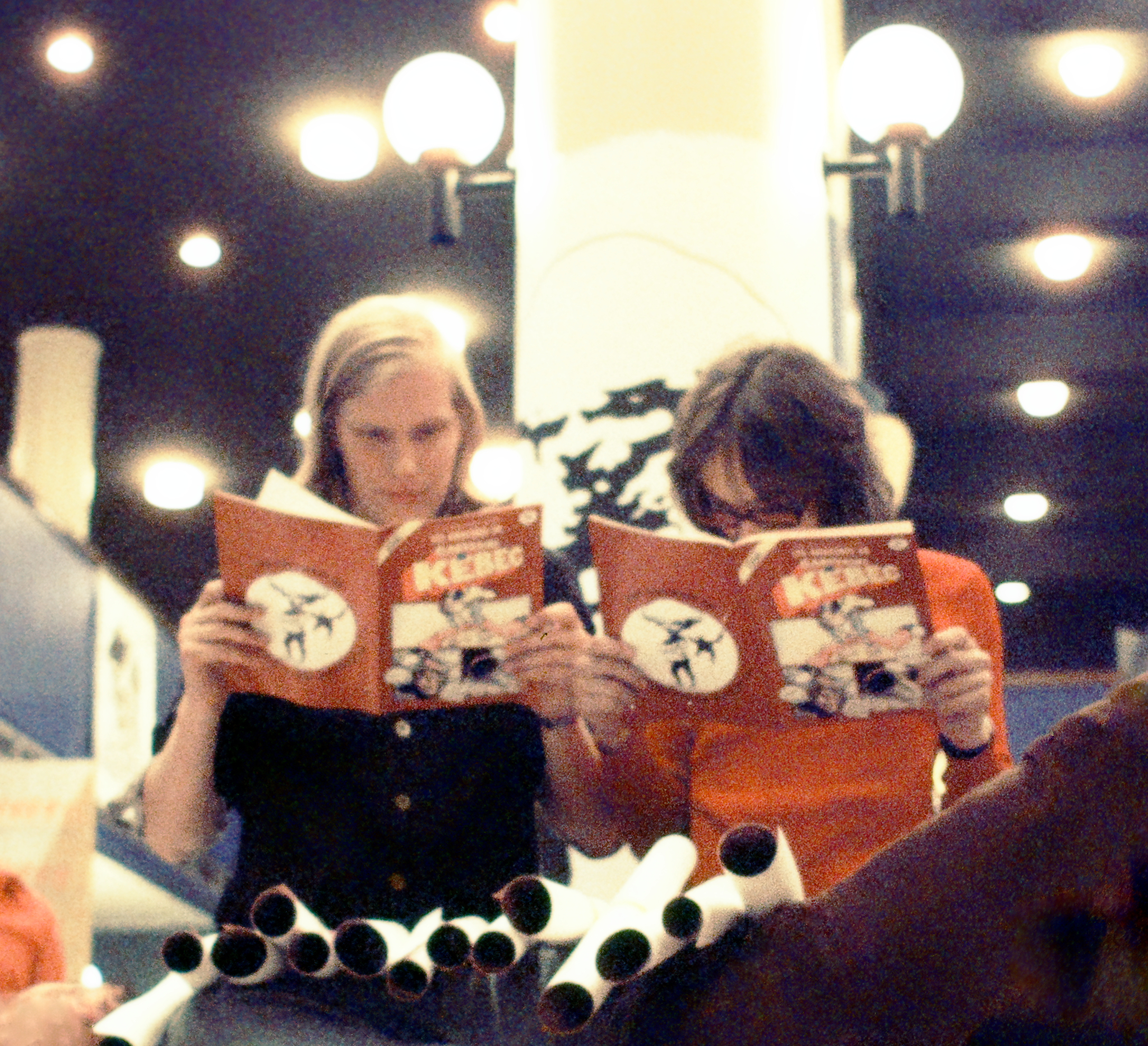
Jacques Hurtubise et Pierre Fournier lisant le Capitaine Kébec au Show de la Bande Dessinée Québécoise en 1973.

En septembre 1974, les Éditions de L’Hydrocéphale Entêté lancent L’Illustré, à laquelle Pierre Fournier participe et qui préfigure la revue satirique Croc.  
En 1975-76, Pierre Fournier anime Les amis du Capitaine Kébec, émission entièrement consacrée à la bd québécoise. sur les ondes de Cablevision.
Lorsqu’en 1979 Jacques Hurtubise lance Croc, une nouvelle revue d’humour et de bandes dessinées, celui-ci fait appel à Réal Godbout et Pierre Fournier pour réaliser une série en bd. Ils reprennent alors Michel Risque, créé en 1975 dans les pages de La Barre du jour par Godbout. Godbout et Fournier écrivent le scénario et Godbout réalise le dessin. Ce personnage devient vite la vedette de la revue. La série méconnue en France est toutefois présentée par Jacques Samson comme l’un des “chefs-d'œuvre indisponibles” dans L’Année de la Bande Dessinée 85-86. Trois albums des aventures de Michel Risque paraissent aux Éditions Ludcom : Le Savon maléfique (1981), Michel Risque en vacances (1982) et Cap sur Poupoune (1984).
Jacques Hurtubise lance en 1983  Titanic, une revue de bandes dessinées au nom prédestiné. Il se tourne de nouveau vers Godbout et Fournier pour la création d’une nouvelle série. Les deux auteurs décident de reprendre un personnage secondaire de Michel Risque et d’en faire la vedette de sa propre série, soit Red Ketchup, l’agent fou du FBI. Malheureusement, Titanic ne vit que le temps de douze numéros. Red Ketchup, l’un des héros préférés des lecteurs, est repris dans Croc et ses aventures alternent durant un temps avec celles de Michel Risque avant de les éclipser totalement.
Trois albums de la série Red Ketchup sont édités au Québec et également en Europe par Dargaud Éditeur : Kamarade Ultra (1988 au Québec et 1991 en Europe), Red Ketchup contre Red Ketchup (1992) et Red Ketchup s’est échappé ! (1994). Quatre autres aventures de l’agent fou du FBI restent inédites. Les éditions de La Pastèque entreprennent en 2007 la réédition complète de la série.
En 1986, Pierre Fournier, fonde l'Association des créateurs et intervenants de la bande dessinée (ACIBD) en compagnie de Jacques Samson et Normand Viau. L'organisme a pour mission de coordonner les interventions des membres auprès des instances publiques et de favoriser le développement de la bd québécoise. L'organisme décerne également les prix Onésime et Albert Chartier.
Fournier convainc en 1987 Jacques Hurtubise d'acquérir Matrix Comics, alors en difficultés, et tente d'en faire la relance, mais le projet s'avère trop risqué. Les trois numéros prêts pour publication de Northguard par Mark Shainblaun et Gabriel Morrissette sont finalement publiés aux États-Unis par Caliber Press sous la direction de Pierre Fournier.
À la disparition de Croc en 1995, Fournier et Godbout tentent d’implanter Michel Risque dans la revue d’humour Safarir. L’histoire, à suivre sur quatre numéros (nos 87 à 90), se termine de façon abrupte. Ils reprennent alors Red Ketchup mais ce dernier ne fait lui aussi qu’une brève apparition (en noir et blanc dans le no 95).
En 2005, Les éditions de La Pastèque entreprennent de publier une intégrale des aventures de Michel Risque qui rassemble en 5 albums la totalité des apparitions du personnages depuis ses débuts : Le Savon maléfique (2005), Michel Risque en vacances (2005), Cap sur Poupoune (2006), Le Droit chemin (2006) et Destination Z (2007).
En 2023, une série d’animation basée sur Red Ketchup, réalisée par Martin Villeneuve et produite par Sphère Animation, est diffusée sur Télétoon la nuit en français et sur Adult Swim en anglais,,,,,,. Elle est l’émission la plus regardée de Télétoon la nuit; la diffusion des 10 premiers épisodes surclasse même Les Simpsons au Québec. La chaîne enregistre une croissance de 23 % en 2023 grâce à cette série. La diffusion des épisodes 11 à 20 débute le 5 octobre 2023,.
Atteint de la maladie à corps de Lewy, Fournier donne à Jean-Dominic Leduc accès à ses archives en 2022 afin que celui-ci produise l’intégrale du Capitaine Kébec. Pierre Fournier décède quelques mois plus tard,. Leduc élargit alors la portée de l'album en y incluant la biographie du bédéiste. Celui-ci paraît en avril 2025 aux éditions La Pastèque sous le titre "Pierre Fournier : Le Capitaine Kébec".

## Publications

### Albums
- Michel Risque avec Réal Godbout[22] :

1. Le savon maléfique, « Croc Albums » (1981) / Réédition, tome 1, La Pastèque (2005)
2. Michel Risque en vacances, « Croc Albums » (1982) / Réédition, tome 2, La Pastèque (2005)
3. Cap sur Poupoune, « Croc Albums » (1984) / Réédition, tome 3, La Pastèque (2006)
4. Le droit chemin, tome 4, La Pastèque (2006)
5. Destination Z, tome 5, La Pastèque (2007)

- Red Ketchup avec Réal Godbout :

1. La vie en rouge, tome 1, La Pastèque (2007)
2. Kamarade Ultra, Logiques, coll. « Croc Albums » (1988) / Réédition, tome 2, La Pastèque (2008)
3. Red Ketchup contre Red Ketchup, Logiques, coll. « Croc Albums » (1992) / Réédition, tome 3, La Pastèque (2009)
4. Red Ketchup s'est échappé !, Logiques, coll. « Croc Albums » (1994) / Réédition, tome 4, La Pastèque (2010)
5. Le couteau Aztèque, tome 5, La Pastèque (2012)
6. L'oiseau aux sept surfaces, tome 6, La Pastèque (2013)
7. Échec au King, tome 7, La Pastèque (2015)
8. Red Ketchup en Enfer, tome 8, La Pastèque (2016)[23]
9. Élixir X, tome 9, La Pastèque (2017)

### Périodique
1. Les aventures du Capitaine Kébec, Les éditions de l’Hydrocéphale entêté (1973).

## Prix et distinctions
- 2008 Prix Joe-Shuster - Temple de la renommée de la bande dessinée canadienne[24].
- 2022 Prix Albert-Chartier[25]